# Georgina Mace

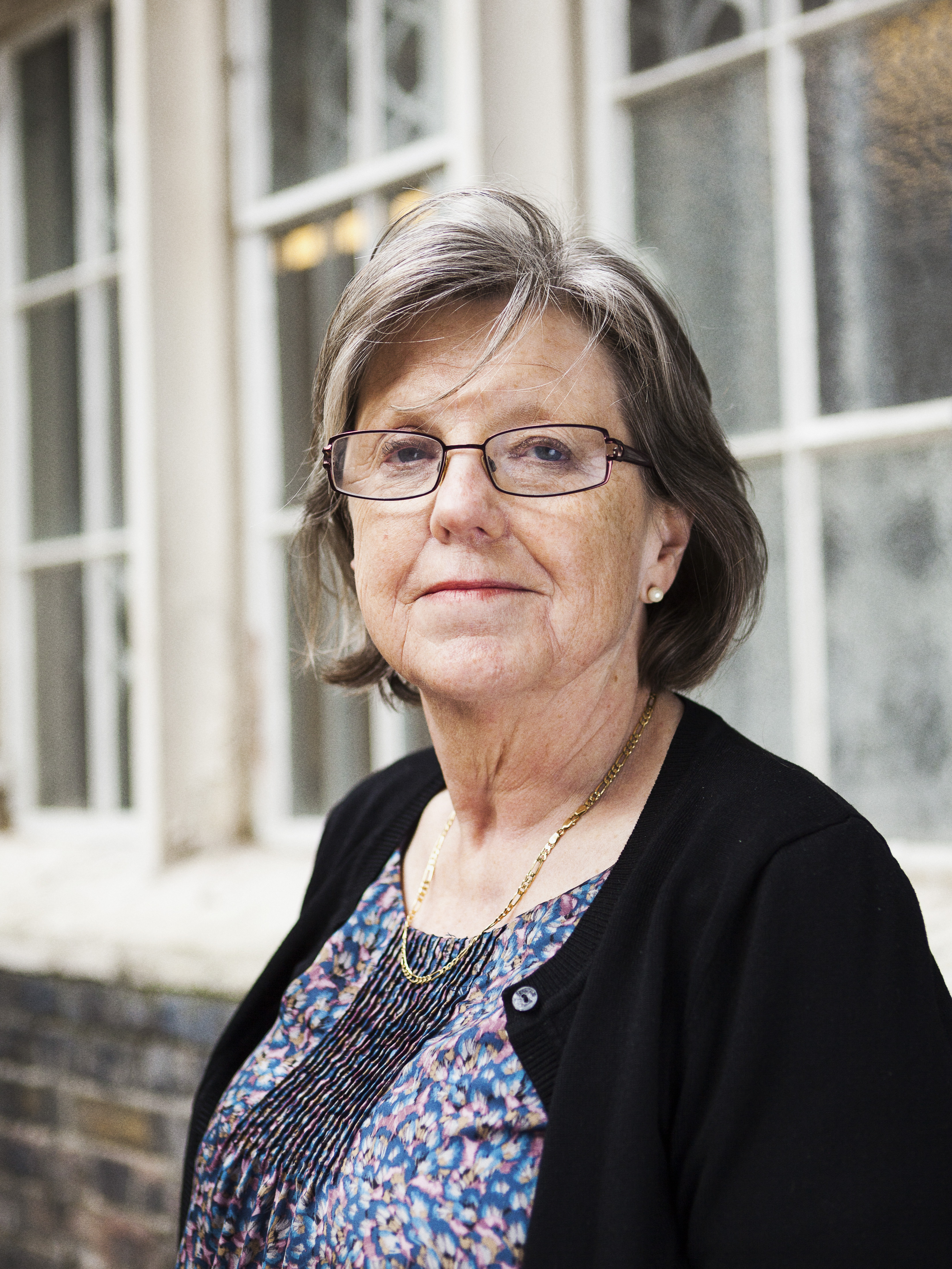
Georgina Mace (2016)

Dame Georgina Mary Mace DBE (* 12. Juli  1953 in London; † 19. September 2020 in Oxford) war eine britische Naturschutzbiologin. Sie war Professorin für Biodiversität und Ökosysteme am University College London.

## Leben
Mace studierte Zoologie an der University of Liverpool und wechselte für ihre Doktorarbeit an die University of Sussex, wo John Maynard Smith mathematische Modelle in die Evolutionsökologie eingeführt hatte. In ihrer Doktorarbeit befasste sie sich mit der Evolutionsökologie kleiner Säugetiere; diese war eine der ersten Arbeiten, die vergleichende Methoden zum Testen ökologischer und evolutionärer Hypothesen verwendete. Sie war von 2012 bis 2018 Gründungsdirektorin des Zentrums für Biodiversität und Umweltforschung (CBER) am University College London.

## Wirken
Maces Forschung befasst sich mit der Messung von Trendverläufen und den Auswirkungen des Verlustes von Biodiversität (vgl. Biodiversitätskrise) und der Veränderung von Ökosystemen, insbesondere im Zusammenhang mit dem vom Menschen verursachten Klimawandel und weiterer Veränderungen. Sie gehörte 2015 zu jenen Wissenschaftlerinnen, deren Beitrag über planetare Grenzen in der Fachzeitschrift Science weltweit für Aufmerksamkeit sorgte. Sie nahm aktiv an der Debatte um die Klimakrise teil; so sagte sie: „Wir haben keine passenden Mittel gegen die Wetterextreme, die wir gegenwärtig beobachten und schon jetzt sind viele Menschen extrem anfällig.“

## Auszeichnungen
- 2007: International Cosmos Prize[2]
- 2011: Ernst-Häckel-Preis der Europäischen Ökologischen Föderation
- 2015: Senckenberg-Preis für Naturforschung[7]
- 2016: Linné-Medaille[8]
- 2016: A.H.-Heineken-Preis für Umweltwissenschaften[2]
- 2016: Nobilitierung als Dame Commander des Order of the British Empire
- 2018: BBVA Foundation Frontiers of Knowledge Award

## Veröffentlichungen (Auswahl)
- Bradley J. Cardinale, Georgina M. Mace u. a. (2012). Biodiversity loss and its impact on humanity. Nature, 486(7401), 59, doi:10.1038/nature11148.
- Georgina M. Mace, Ken Norris, Alastair H. Fitter (2012). Biodiversity and ecosystem services: a multilayered relationship. Trends in Ecology & Evolution, 27(1), 19–26, doi:10.1016/j.tree.2011.08.006.
- Will Steffen, Katherine Richardson, Johan Rockström, Sarah E. Cornell, Ingo Fetzer, Elena M. Bennett, Reinette Biggs, Stephen R. Carpenter, Wim de Vries, Cynthia A. de Wit, Carl Folke, Dieter Gerten, Jens Heinke, Georgina M. Mace, Linn M. Persson, Veerabhadran Ramanathan, Belinda Reyers, Sverker Sörlin (2015). Planetary boundaries: Guiding human development on a changing planet. Science. 347(6223), 1259855, doi:10.1126/science.1259855